# De Tijdberg
De Tijdberg is het zevende stripalbum uit de Thorgal-parallelreeks De werelden van Thorgal: Kriss Van Valnor. Deze reeks draait om Kriss van Valnor, een van de hoofdpersonen uit de hoofdserie. De strip werd voor het eerst uitgegeven bij Le Lombard in 2017. Het album is getekend door Frédéric Vignaux met scenario van Xavier Dorison en Mathieu Mariolle.

## Verhaal
Als Kriss van Valnor na de veldslag tegen keizer Magnus gescheiden raakt van Jolan  slaagt zij er niet binnen de termijn van de zevendagwet bij hem terug te keren en verliest daarmee haar koningschap. Ze zet nu al haar zinnen op het terugvinden van Aniël die gevangen zit aan de andere kant van de wereld. Met hulp van twee huurlingen Clay en Akzel probeert zij via het beklimmen van de Tijdberg de afstand te verkorten. Op de berg moet zij enkele zware proeven.
Ondertussen voegt een zonderling figuur die zich Joril de Heilige zich in de strijd om de heerschappij van Northland tussen Jolan en Magnus. Hij doet zich voor als opperrechter en beschikt over bovennatuurlijke krachten. Jolan moet een duel aan met Magnus. Wie het pleit wint en overleeft, erft het koninkrijk van de ander.”